# كاليفورنيا سيتي (كاليفورنيا)
كاليفورنيا سيتي (بالإنجليزية: California City)‏ هي إحدى مدن مقاطعة كيرن، كاليفورنيا. تم إعطاءها لقب مدينة في 10 ديسمبر، 1965.

## التركيبة السكانية
حدّد مكتب تعداد الولايات المتحدة بيانات التركيبة السكانية لكاليفورنيا سيتي في تعداد الولايات المتحدة. في ما يلي، التركيبة السكانية حسب تعدادي 2000 و2010.

### تعداد عام 2000
بلغ عدد سكان كاليفورنيا سيتي 8,385 نسمة بحسب تعداد عام 2000، وبلغ عدد الأسر 3,067 أسرة وعدد العائلات 2,257 عائلة مقيمة في المدينة. في حين سجلت الكثافة السكانية 15.9 نسمة لكل كيلومتر مربع (41.2/ميل2). وبلغ عدد الوحدات السكنية 3,560 وحدة بمتوسط كثافة قدره 6.7 لكل كيلومتر مربع (17.4/ميل2).
وتوزع التركيب العرقي للمدينة بنسبة 68.19% من البيض و12.82% من الأمريكيين الأفارقة و1.56% من الأمريكيين الأصليين و3.73% من الأمريكيين ذوي الأصول الآسيوية و0.32% من سكان جزر المحيط الهادئ و7.43% من الأعراق الأخرى و5.94% من عرقين مختلطين أو أكثر و16.96% من الهسبانيون أو اللاتينيون من أي عرق.
بلغ عدد الأسر 3,067 أسرة كانت نسبة 42.8% منها لديها أطفال تحت سن الثامنة عشر تعيش معهم، وبلغت نسبة الأزواج القاطنين مع بعضهم البعض 55.8% من أصل المجموع الكلي للأسر، ونسبة 13% من الأسر كان لديها معيلات من الإناث دون وجود شريك، بينما كانت نسبة 4.7% من الأسر لديها معيلون من الذكور دون وجود شريكة وكانت نسبة 26.4% من غير العائلات. تألفت نسبة 21.2% من أصل جميع الأسر من عدة أفراد يعيشون في نفس المنزل ونسبة 7.2% كانت تتألف من شخص يعيش بمفرده يبلغ من العمر 65 عاماً أو أكثر. وبلغ متوسط حجم الأسرة المعيشية 2.72، أما متوسط حجم العائلات فبلغ 3.15.
بلغ العمر الوسطي للسكان 36.1 عاماً. وكانت نسبة 30.7% من القاطنين تحت سن الثامنة عشر، وكانت نسبة 7.2% بين الثامنة عشر والرابعة والعشرين عاماً، ونسبة 27.3% كانت واقعةً في الفئة العمرية ما بين الخامسة والعشرين والرابعة والأربعين عاماً، ونسبة 23.4% كانت ما بين الخامسة والأربعين والرابعة والستين، ونسبة 10.7% كانت ضمن فئة الخامسة والستين عاماً فما فوق. يوجد لكل 100 أنثى 98.2 ذكر، ويوجد لكل 100 أنثى في الثامنة عشر من عمرها فما فوق 97.1 ذكر.
بلغ متوسط دخل الأسرة في المدينة 45,735 دولارًا، أما متوسط دخل العائلة فبلغ 51,402 دولارًا. وكان متوسط دخل الذكور 44,657 دولارًا مقابل 28,152 دولارًا للإناث. وسجل دخل الفرد الخاص بالمدينة 19,902 دولارًا. وكانت نسبة 12.5% من العائلات ونسبة 17.3% من السكان تحت خط الفقر، وكان من هؤلاء نسبة 28.7% تحت سن الثامنة عشر ونسبة 12.4% في الخامسة والستين من العمر وما فوق.

### تعداد عام 2010
بلغ عدد سكان كاليفورنيا سيتي 14,120 نسمة بحسب تعداد عام 2010، وبلغ عدد الأسر 4,102 أسرة وعدد العائلات 2,897 عائلة مقيمة في المدينة. في حين سجلت الكثافة السكانية 26.8 نسمة لكل كيلومتر مربع (69.4/ميل2). وبلغ عدد الوحدات السكنية 5,210 وحدة بمتوسط كثافة قدره 9.9 لكل كيلومتر مربع (25.6/ميل2).
وتوزع التركيب العرقي للمدينة بنسبة 65.07% من البيض و15.23% من الأمريكيين الأفارقة و0.93% من الأمريكيين الأصليين و2.60% من الأمريكيين ذوي الأصول الآسيوية و0.42% من سكان جزر المحيط الهادئ و10.13% من الأعراق الأخرى و5.62% من عرقين مختلطين أو أكثر و38.14% من الهسبانيون أو اللاتينيون من أي عرق.
بلغ عدد الأسر 4,102 أسرة كانت نسبة 39.3% منها لديها أطفال تحت سن الثامنة عشر تعيش معهم، وبلغت نسبة الأزواج القاطنين مع بعضهم البعض 48.3% من أصل المجموع الكلي للأسر، ونسبة 15.4% من الأسر كان لديها معيلات من الإناث دون وجود شريك، بينما كانت نسبة 7% من الأسر لديها معيلون من الذكور دون وجود شريكة وكانت نسبة 29.4% من غير العائلات. تألفت نسبة 23.1% من أصل جميع الأسر من عدة أفراد يعيشون في نفس المنزل ونسبة 7.6% كانت تتألف من شخص يعيش بمفرده يبلغ من العمر 65 عاماً أو أكثر. وبلغ متوسط حجم الأسرة المعيشية 2.80، أما متوسط حجم العائلات فبلغ 3.30.
بلغ العمر الوسطي للسكان 34.8 عاماً. وكانت نسبة 24.4% من القاطنين تحت سن الثامنة عشر، وكانت نسبة 9.2% بين الثامنة عشر والرابعة والعشرين عاماً، ونسبة 32.7% كانت واقعةً في الفئة العمرية ما بين الخامسة والعشرين والرابعة والأربعين عاماً، ونسبة 25.3% كانت ما بين الخامسة والأربعين والرابعة والستين، ونسبة 8.4% كانت ضمن فئة الخامسة والستين عاماً فما فوق. وتوزع التركيب الجنسي للسكان بنسبة 59% ذكور و41% إناث.